# NGC 4268
NGC 4268 is een balkspiraalstelsel in het sterrenbeeld Maagd. Het hemelobject werd op 1 april 1862 ontdekt door de Duitse astronoom Eduard Schönfeld.

## Synoniemen
- UGC 7371
- MCG 1-32-4
- ZWG 42.23
- VCC 371
- NPM1G +05.0339
- PGC 39712